# Golpe de Estado na Tailândia em outubro de 1977
O golpe de Estado na Tailândia em outubro de 1977 foi um golpe militar sem derramamento de sangue que ocorreu em 20 de outubro de 1977 na Tailândia, organizado pelas Forças Armadas Reais Tailandesas.

## Contexto
O Golpe de Outubro foi precedido pela tentativa fracassada de golpe de março de 1977.

## Golpe de Estado

Sangad Chaloryu, um dos líderes do golpe de Estado.

O golpe foi executado sob a autoridade nominal do Almirante Sangad Chaloryu da Marinha Real Tailandesa, chefe do Conselho Nacional de Reforma Administrativa, mas foi efetivamente liderado pelo General Kriangsak Chamanan do Exército Real Tailandês, Comandante Supremo das Forças Armadas. O evento conduziu à destituição do primeiro-ministro Thanin Kraiwichian, que assumiu o cargo após o golpe de Estado de 1976 (que também foi liderado pelo Almirante Sangad e resultou na criação do Conselho Nacional de Reforma Administrativa), imediatamente após o massacre na Universidade Thammasat.:91
Os militares justificaram a sua intervenção em outubro alegando que o governo de Thanin tinha dividido o país, não tinha praticamente nenhum apoio público, a situação econômica tinha-se deteriorado e a população em geral discordavam de uma suspensão tão prolongada da democracia.
O General Kriangsak assumiu o cargo de primeiro-ministro e serviu até à sua resignação em 1980.